# Sephora
Sephora es una cadena de cosméticos fundada en Francia en 1973 y adquirida por el conglomerado LVMH, primera empresa del mundo de artículos de lujo, con sede en París, en 1997. La cadena Sephora cuenta con más de 750 tiendas en 21 países. Comercializa más de 250 marcas de artículos de maquillaje, productos para la piel, fragancias, baño, productos capilares y accesorios de belleza, incluyendo también su propia marca privada.

## En línea
En 1999, Sephora inauguró su tienda en línea Sephora.com disponible en 9 países.

## Nombre y logo
Sephora es una combinación de «sephos», que en griego significa «belleza» y la versión griega de Tzipporah (ציפורה), que significa «pájaro» (hembra) en hebreo y era el nombre de la esposa de Moisés en el Éxodo. El iso de Sephora es una llama vertical alargada en un fondo negro. Algunos investigadores como Miguel Ángel de la Cruz, afirman que el topónimo hebreo de "Sephora", proviene del mismo modo de aquellos judíos asentados en la Península española, denominados "Sepharad" en esa similitud gramatical.

## Sephora Beauty Insider
Sephora Beauty Insider es un programa de puntos que ofrece a los clientes cupones, descuentos y puntos para los clientes habituales. El programa está abierto a todos los clientes de Sephora y no es necesario darse de alta. Cada dólar equivale a un punto, con cien puntos se obtiene un producto deluxe de tamaño de muestra. Los participantes también reciben un regalo de tamaño de muestra en su cumpleaños.

## Marca Sephora
La cadena de cosméticos lanzó su propia marca para el maquillaje, productos del baño, entre otros productos de belleza. Sephora es el principal distribuidor de los cosméticos AHAVA. La marca Sephora comercializa sus propios productos made in France. Tiene tiendas en toda España y en los almacenes el Corte Inglés.

## Acuerdo con JCPenney
En abril de 2006, Sephora se alió con JCPenney para vender cosméticos en sus almacenes. La versión de Sephora en JCPenney será según el concepto una tienda en otra tienda. Las cinco primeras «Sephoras dentro de JCPenneys» se abrieron en octubre de 2006. Estos comercios, menores que el tamaño convencional de las tiendas de Sephora, tienen una selección más reducida.